# Међународни шаховски судија
Међународни (шаховски) судија је највише судијско звање у шаху.
Постоје титуле међународни судија (ИА) и судија ФИДЕ (ФА). Према Правилнику о међународним судијама ФИДЕ (усвојен на у Новом Саду, 1998. године), услови за титулу међународног судије су темељно познавање Правила шаховске игре и Правилника ФИДЕ за шаховска такмичења, апсолутна објективност, задовољавајуће знање једног од службених језика ФИДЕ, минимално познавање рада на рачунару (кориснички ниво се захтева), познавање рада са различитим врстама електронских шаховских сатова и искуство у својству главног судије, или његовог заменика на бар четири ФИДЕ рејтинг-турнира (две различите врсте турнира) у року од пет година и то:
- финале националног сениорског шампионата;
- званични ФИДЕ турнири и мечеви;
- међународни турнири и мечеви за титуле;
- међународне шаховске приредбе са најмање 100 играча;
- сви светски и континентални шампионати у убрзаном шаху, и
- суђење на шаховској олимпијади.

За судију ФИДЕ ове норме су блаже. Најновији амандмани ступили су на снагу 2004. године.